# Thorium(IV)fluoride
Thorium(IV)fluoride is het fluoride van thorium en heeft als brutoformule ThF4. De stof komt voor als witte hygroscopische kristallen, die slecht oplosbaar zijn in water.
Het wordt gebruikt als coating voor infrarode optische systemen. Bij een temperatuur van circa 1000°C ontbindt thoriumoxyfluoride in thorium(IV)fluoride en thorium(IV)oxide. Door afkoeling tot 900°C blijft een dunne stabiele film van thorium(IV)fluoride over die kan gebruikt worden om te coaten.
Thorium(IV)fluoride is licht radioactief.